# ОСК ЦСКА (София)
ЦСКА (абревиатура от Централен спортен клуб на армията, изговаря се цѐ сѐ ка̀) е име на български спортни клубове от София. В миналото всички спортни клубове са обединени в една обща спортна организация под егидата на министерство на отбраната. В периода 1992 – 1996 г. клубовете се отделят и продължават да съществуват самостоятелно поради намаляването на щата на министерство на отбраната. През 2000 г. всички отбори се обединяват в една обща организация наречена Обединени спортни клубове ЦСКА, която е пряк наследник на оригиналната организация. Най-добри, титулувани и известни са футболният, волейболният и баскетболният отбор.

## История

### 1923 – 1948 г.
На 28 октомври 1923 г. клубовете – „Атлетик“ (създаден през 1910 г.), „Слава“ (създаден през 1916 г.) и Офицерски спортен клуб се обединяват под наименованието Офицерски спортен клуб „Атлетик Слава 1923“ или за кратко АС-23 под патронажа на Министерството на войната, което му осигурява екипировка. . АС-23 развива много спортове освен футбола сред които баскетбол, волейбол, хокей и др.
С дейното участие и по инициатива на Михаил Михайлов от ръководството на „Шипка“ (София), както и на други деятели на шипченци, АС'23, „Шипка-Победа“ и „Спартак“ (Орландовци) (бивш „Цар Борис III“) се обединяват и образуват клуб „Чавдар“. Обединителният протокол е съставен на 9 ноември 1944 г. в София от представители на временните ръководства на клубовете „АС'23“, „Спартак“ и „Шипка-Победа“. За председател е избран ген. Владимир Стойчев от квотата на „АС'23“. Секретар и отговорник за футбола е Иван Башев.
„Чавдар“ играе с небесносини копринени екипи. За негова база е определен стадион „АС-23“ в Борисовата градина. През 1948 г. с активното съдействие и по идея отново на бившия функционер на „Шипка“ Михаил Михайлов, който работи в Министерството на отбраната (МО), към „Чавдар“ се присъединява физкултурният колектив на Централният дом на войската (ЦДВ) и оттогава нататък (15 февруари 1948 г.) МО започва да доминира в ръководството. Председател вече е началникът на Централния дом на войската майор Иван Мирски.

### 1948 – 1984 г.
След отпадането във втора дивизия управниците на „ЦДВ“ започват да търсят спасение за „Чавдар“ чрез обединяване с друг отбор. Първоначално се водят преговори със „Спортист“ (Хаджи Димитър), но в крайна сметка се споразумяват със „Септември“ (София), който вече си е осигурил промоция във фазата на елиминациите. Решават датата на създаване на отбора да е 5 май 1948 г., а името – „Септември при ЦДВ“. Новият отбор участва в първенството на мястото на „Септември“. На финала „Септември при ЦДВ“ среща „Левски“ и след загуба с 1:2 в първата среща и победа с 3:1 във втората печели първата си титла.
През 1950 г. името на отбора е сменено на „Народна войска“ във връзка със смяната на името на „Централния дом на войската“ с добавяне на определението „народна“. Отборът отново завършва на второ място след „Динамо“.
През 1953 г. отборът отново е прекръстен, този път на „Отбор на софийския гарнизон“ заради това че основните играчи на футболния отбор са прехвърлени в един „национален отбор“, който се обиграва във вътрешното първенство за международните срещи.
През 1954 г. новото име на отбора е „Централен дом на народната армия“ (ЦДНА), а периодът 1954 – 1962 г. е най-успешният за футбола, през който армейският отбор печели 9 поредни титли.
Към 1956 г. името на спортния отбор е променено на „Централен спортен клуб на народната армия“ (ЦСКНА).
В следствие на реформите подети в българския футбол на 9 октомври 1963 г. ЦДНА е обединен с ДСО „Червено знаме“ под името ЦСКА „Червено знаме“. Централният дом на народната армия вече не е свързан с отбора и е поет от Министерство на народната отбрана. Треньори на футболния отбор през следващите години са Крум Милев, Григорий Пинайчев, Стоян Орманджиев. През 1965 г. футболният отбор печели Купата на Съветската армия. През сезона 1966/67 г. достига до полуфинал на Купата на европейските шампиони, където след две равенства с „Интер“ с по 1:1 се играе трета среща (по тогавашния регламент), в която ЦСКА отстъпва с 1:0. През 1968 г. е шампион на България.
През 1968 г. ЦСКА отново е обединен със „Септември“ (София) като отборът приема името ЦСКА „Септемврийско знаме“.
През сезон 1981/82 ФК ЦСКА достига до втори полуфинал в КЕШ, като по пътя си отстранява „Реал“ (Сосиедад), „Гленторан“, и „Ливърпул“ с общ резултат 2:1 от двете срещи (Стойчо Младенов вкарва и двата гола за ЦСКА в реванша) и на полуфинала среща „Байерн“ Мюнхен. В първия мач армейците повеждат с 3:0 до 18-ата минута, но крайният резултат е 4:3 в полза на ЦСКА. Във втория мач ЦСКА пада с 4:0.
През 1985 футболният отбор е разформирован заради бой между футболистите на ЦСКА и „Левски-Спартак“ на финала за Купата. Впоследствие е създаден отбор с името ЦФКА Средец на мястото на футболния отбор.
През 1988 г. Септември се отделя като самостоятелно дружество, а спортния клуб бива прекръстен на ЦСКА.
През сезон 1989 – 1990 футболният отбор си възвръща името ЦСКА. През 1992 г. спортното дружество се разпада на отделни отбори.
На 31 декември 1999 г. министърът на отбраната Бойко Ноев издава заповед с която закрива Централната армейска спортна школа и спортният клуб ЦСКА към нея. През 2000 г. отборите с име ЦСКА се обединяват в Обединени спортни клубове ЦСКА.

## Спортове
През 1948 г. под шапката на ЦСКА започват да се развиват спортовете футбол, лека атлетика, ски, баскетбол, волейбол, бокс, тенис и шахмат. През 1949 г. са добавени колоездене, плуване, водна топка, скокове във вода, борба (свободен стил), хокей на лед, спортна гимнастика, спортна стрелба, а през 1950 - алпинизъм и ориентиране, фехтовка, борба класически стил. През 1951 г. са добавениш вдигане на тежести и тенис на маса, а гребане и парашутизъм - през 1952 г. Следващите години спортовете в ЦСКА продължават да се увеличават - модерен петобой, конен спорт (1953), художествена гимнастика (1955), кану каяк (1957), хандбал (1964), фигурно пързаляне (1965), самбо (1966), джудо (1967), биатлон (1969), спортен бридж, ветроходство (1980), кик-бокс, карате, таекуондо (1989), акробатика (1980), ловно стррелба (1988), кърлинг (1994), спортни шейни (1995), сноуборд (1996), кикбокс и муай тай през 2020 г. Не всички спортни клубове развиват дейност в момента.
- Футбол – ПФК ЦСКА (София)
- Волейбол – ВК ЦСКА (София)
- Баскетбол – БК ЦСКА (София)
- Водна топка – КВТ ЦСКА (София)
- Хокей – Хокеен клуб ЦСКА (София)
- Хандбал – Хандбален клуб ЦСКА
- Борба
- Бокс
- Таекуон-до
- Джудо и Самбо
- Лека атлетика - Атлетически клуб ЦСКА
- Вдигане на тежести
- Шахмат
- Фехтовка
- Гребане
- Тенис
- Карате
- Културизъм
- Ски
- Спортна стрелба
- Гимнастика
- Колоездене
- Кикбокс и Муай Тай

и други

## Успехи

### Олимпийски медалисти
Списъкът съдържа спортисти, които са се състезавали за ЦСКА, без да е задължително да са били в ЦСКА по време на спечелването на медала. Списъкът може да е непълен и/или неточен.
| Име                        | Дисциплина              | Медал  |
| -------------------------- | ----------------------- | ------ |
| Хелзинки 1952              |                         |        |
| Борис Георгиев             | Бокс                    | бронз  |
| Мелбърн 1956               |                         |        |
| Никола Станчев             | борба                   | злато  |
| Петко Сираков              | Борба                   | сребро |
| Стефан Божков              | Футбол                  | бронз  |
| Иван Колев                 | Футбол                  | бронз  |
| Георги Димитров - Червения | Футбол                  | бронз  |
| Никола Ковачев             | Футбол                  | бронз  |
| Манол Манолов              | Футбол                  | бронз  |
| Димитър Миланов            | Футбол                  | бронз  |
| Георги Найденов            | Футбол                  | бронз  |
| Кирил Ракаров              | Футбол                  | бронз  |
| Гаврил Стоянов             | Футбол                  | бронз  |
| Крум Янев                  | Футбол                  | бронз  |
| Панайот Панайотов          | Футбол                  | бронз  |
| Рим 1960                   |                         |        |
| Станчо Колев               | Борба                   | сребро |
| Велик Капсъзов             | Гимнастика              | бронз  |
| Еньо Вълчев                | Борба                   | бронз  |
| Токио 1964                 |                         |        |
| Еньо Вълчев                | Борба                   | злато  |
| Продан Гарджев             | Борба                   | злато  |
| Кирил Петков               | Борба                   | сребро |
| Мексико 1968               |                         |        |
| Еньо Вълчев                | Борба                   | сребро |
| Стоян Йорданов             | Футбол                  | сребро |
| Иван Зафиров               | Футбол                  | сребро |
| Кирил Станков              | Футбол                  | сребро |
| Петър Жеков                | Футбол                  | сребро |
| Аспарух Никодимов          | Футбол                  | сребро |
| Атанас Геров               | Футбол                  | сребро |
| Продан Гарджев             | Борба                   | бронз  |
| Мюнхен 1972                |                         |        |
| Йордан Биков               | Вдигане на тежести      | злато  |
| Георги Костадинов          | Бокс                    | злато  |
| Андон Николов              | Вдигане на тежести      | злато  |
| Нораир Нурикян             | Вдигане на тежести      | злато  |
| Стефан Ангелов             | Борба                   | бронз  |
| Монреал 1976               |                         |        |
| Здравка Йорданова          | Академично гребане      | злато  |
| Светла Оцетова             | Академично гребане      | злато  |
| Нораир Нурикян             | Вдигане на тежести      | злато  |
| Йордан Митков              | Вдигане на тежести      | злато  |
| Николина Щерева            | Бягане                  | сребро |
| Марийка Модева             | Академично гребане      | сребро |
| Румен Александров          | Вдигане на тежести      | сребро |
| Иван Колев                 | Борба                   | бронз  |
| Стефан Ангелов             | Борба                   | бронз  |
| Кръстьо Семерджиев         | Вдигане на тежести      | бронз  |
| Москва 1980                |                         |        |
| Петър Лесов                | Бокс                    | злато  |
| Георги Райков              | Борба                   | злато  |
| Асен Златев                | Вдигане на тежести      | злато  |
| Михо Дуков                 | Борба                   | сребро |
| Марийка Модева             | Академично гребане      | сребро |
| Румен Александров          | Вдигане на тежести      | сребро |
| Димитър Златанов           | Волейбол                | сребро |
| Емил Вълчев                | Волейбол                | сребро |
| Стефан Димитров            | Волейбол                | сребро |
| Стоян Гунчев               | Волейбол                | сребро |
| Петко Петков               | Волейбол                | сребро |
| Валентина Харалампиева     | Волейбол                | бронз  |
| Верка Стоянова             | Волейбол                | бронз  |
| Цветана Божурина           | Волейбол                | бронз  |
| Мая Стоева                 | Волейбол                | бронз  |
| Румяна Каишева             | Волейбол                | бронз  |
| Любчо Дяков                | Спортна стрелба         | бронз  |
| Петър Петров               | Бягане                  | бронз  |
| Борислав Ананиев           | Кану-каяк               | бронз  |
| Борислав Борисов           | Кану-каяк               | бронз  |
| Неделчо Колев              | Вдигане на тежести      | бронз  |
| Лейк Плесид 1980           |                         |        |
| Иван Лебанов               | Ски бягане              | бронз  |
| Сеул 1988                  |                         |        |
| Таня Богомилова            | Плуване                 | злато  |
| Христо Марков              | Троен скок              | злато  |
| Атанас Комшев              | Борба                   | злато  |
| Севдалин Маринов           | Вдигане на тежести      | злато  |
| Дияна Дудева               | Гимнастика              | злато  |
| Адриана Дунавска           | Художествена гимнастика | сребро |
| Рангел Геровски            | Борба                   | сребро |
| Весела Лечева              | Спортна стрелба         | сребро |
| Стефан Топуров             | Вдигане на тежести      | сребро |
| Диана Дудева               | Гимнастика              | бронз  |
| Мануела Малеева            | Тенис                   | бронз  |
| Рахмат Софияди             | Борба                   | бронз  |
| Неделчо Колев              | Вдигане на тежести      | бронз  |
| Барселона 1992             |                         |        |
| Иван Иванов                | Вдигане на тежести      | злато  |
| Весела Лечева              | Спортна стрелба         | сребро |
| Свилен Русинов             | Бокс                    | бронз  |
| Валентин Йорданов          | Борба                   | бронз  |
| Мария Гроздева             | Спортна стрелба         | бронз  |
| Атланта 1996               |                         |        |
| Валентин Йорданов          | Борба                   | злато  |
| Тончо Тончев               | Бокс                    | сребро |
| Мария Гроздева             | Спортна стрелба         | бронз  |
| Сидни 2000                 |                         |        |
| Мария Гроздева             | Спортна стрелба         | злато  |
| Румяна Нейкова             | Скиф                    | сребро |
| Йордан Йовчев              | Гимнастика              | бронз  |
| Йордан Йовчев              | Гимнастика              | бронз  |
| Атина 2004                 |                         |        |
| Мария Гроздева             | Спортна стрелба         | злато  |
| Йордан Йовчев              | Гимнастика              | сребро |
| Йордан Йовчев              | Гимнастика              | бронз  |
| Мария Гроздева             | Спортна стрелба         | бронз  |
| Георги Георгиев            | Джудо                   | бронз  |
| Румяна Нейкова             | Скиф                    | бронз  |
| Пекин 2008                 |                         |        |
| Румяна Нейкова             | Скиф                    | злато  |
| Явор Янакиев               | Борба                   | бронз  |
| Лондон 2012                |                         |        |
| Тервел Пулев               | Бокс                    | бронз  |
| Париж 2024                 |                         |        |
| Семен Новиков              | Борба                   | злато  |

| Общо  | Общо   | Общо  | Общо |
| ----- | ------ | ----- | ---- |
| злато | сребро | бронз | общо |
| 25    | 20     | 32    | 77   |

### Футбол

#### Мъже
- 31 пъти Шампион на България (1948, 1951, 1952, 1954, 1955, 1956, 1957, 1958, 1959, 1960, 1961, 1962, 1966, 1969, 1971, 1972, 1973, 1975, 1976, 1980, 1981, 1982, 1983, 1987, 1989, 1990, 1992, 1997, 2003, 2005, 2008).
- 21 пъти носител на Националната купа (9 пъти на Купата на Съветската армия (1951, 1954, 1955, 1961, 1965, 1969, 1972, 1973, 1974) и 12 пъти носител на Купата на България (1983, 1985, 1987, 1988, 1989, 1993, 1997, 1999, 2006, 2011, 2016, 2021).
- 5 пъти носител на други купи (1 път Купата на България (1981) и 4 пъти Купата на Съветската армия (1985, 1986, 1989 и 1990))
- 4 пъти носител на Суперкупата на България (1989, 2006, 2008, 2011)

#### Жени
- 2 пъти шампион в Женско първенство на България по футбол 1989, 1993
- 2 пъти Вицешампион на България (1987, 1990).
- 3 пъти трети в шампионата на България (1986), (1988), (1992)
- 2 пъти носител на Купа на България по футбол за жени (1987, 1990).
- Участва в редица престижни турнири в Европа:
- 1986 г. – турнир във Варна, 3-то място.
- 1987 г. – международен турнир във Варна, 5-о място
- 1987 г. – международен турнир в Полша. 2-ро място.
- 1998 г. – международен турнир в Полша, 1-во място.
- 1989 г. – международен турнир в Бремен (ФРГ) на шампионките на всички европейски държави. Класира се на 6-о място.
- 1990 г. – международен турнир в Ментон (Франция) – 4-то място.
- 1991 г. – международен турнир в Ксанти (Гърция) – 1-во място.
- 1992 г. – приятелска среща с шампионките на Турция в Истанбул. 2 – 1 за ЦСКА.
- През 1994 г. отборът прекрати съществуването си.
- През 2023 г. отборът е възстановен.

### Баскетбол

#### Мъже
- 12 пъти шампион на Национална баскетболна лига (1949, 1950, 1951, 1965, 1967, 1977, 1980, 1983, 1984, 1990, 1991, 1992).
- 17 пъти носител на Купата на България (1953, 1955, 1962, 1963, 1973, 1974, 1977, 1978, 1981, 1984, 1985, 1989, 1990, 1991, 1992, 1994, 2005).
- 1 път 1/2 финалист в европейския турнир за Купата на Носителите на Национални купи (1975).
- 2 пъти 1/4 финалист в турнира за Купата на Европейските шампиони (1966), (1968).
- 2 пъти 1/4 финалист в европейския турнир за Купата на Носителите на Национални купи (1974), (1976).

#### Жени
- 1 път Шампион на България (2007).
- 1 път носител на Купата на България (2007).
- 1 път на второ място в турнира за Купата на България (1974).
- 1 път шампион в Адриатическата лига (2007).

### Волейбол

#### Мъже
- 29 пъти Шампион на България 1948, 1949, 1957, 1958, 1962, 1968, 1969, 1970, 1971, 1972, 1973, 1976, 1977, 1978, 1981, 1982, 1983, 1984, 1986, 1987, 1988, 1989, 1990, 1993, 1994, 1995, 2008, 2010, 2011.
- 19 пъти носител на Купата на България 1967, 1969, 1970, 1973, 1979, 1981, 1982, 1984, 1985, 1986, 1988, 1990, 1991, 1992, 1993, 2002, 2009, 2010, 2011.
- Носител на КЕШ за 1969
- Носител на КНК за 1976

#### Жени
- 22 пъти Шампион на България 1978, 1979, 1982, 1983, 1985, 1986, 1987, 1988, 1989, 1991, 1992, 1993, 1995, 2000, 2004, 2005, 2007, 2008, 2010, 2011, 2012, 2013
- 19 пъти носител на Купата на България 1969, 1976, 1979, 1981, 1982, 1983, 1985, 1986, 1988, 1989, 1993, 1995, 1996, 2000, 2004, 2008, 2010, 2011, 2013
- 2 пъти носител на КЕШ (1979, 1984)
- Носител на КНК за 1982

### Хандбал

#### Мъже
10 пъти Шампион на България по хандбал-мъже – 1976, 1978, 1979, 1981, 1983, 1984, 1987, 1989, 1990, 1991
10 пъти носител на Купата на България по хандбал-мъже – 1981, 1982, 1984, 1985, 1987, 1988, 1990, 1991, 1992, 2002

#### Жени
12 пъти шампион на България за жени – 1973, 1974, 1975, 1976, 1978, 1983, 1985, 1987, 1989, 1990, 1991, 1992
8 пъти носител на Купата на България по хандбал – 1975, 1976, 1982, 1984, 1985, 1988, 1989, 1992

#### Хокей на лед
16 пъти шампион в Държавно първенство по хокей на лед – 1964, 1965, 1966, 1967, 1969, 1971, 1972, 1973, 1974, 1975, 1983, 1984, 1986, 2013, 2014, 2015
14 пъти носител на Купа на България по хокей на лед – 1964, 1965, 1967, 1972, 1973, 1975, 1976, 1978, 1981, 1983, 1986, 1987, 2012, 2013

#### Водна топка
39 пъти шампион в Държавно първенство по водна топка – 1952, 1961, 1962, 1963, 1964, 1965, 1966, 1969, 1973, 1974, 1975, 1976, 1977, 1979, 1980, 1981, 1982, 1983, 1984, 1985, 1986, 1988, 1989, 1992, 1994, 1995, 1998, 1999, 2000, 2001, 2003, 2005, 2006, 2007, 2011, 2012, 2014, 2015, 2021
31 пъти носител на Купа на България по водна топка

## Председатели на СК ЦСКА
- генерал-лейтенант Георги Дамянов (почетен)
- генерал-майор Боян Българанов
- генерал-лейтенант Иван Кинов
- армейски генерал Добри Джуров
- генерал-полковник Георги Момеков
- генерал-полковник Здравко Георгиев
- генерал-лейтенант Стою Стоев
- генерал-лейтенант Ангел Пенков
- генерал-лейтенант Иван Иванов
- професор полковник Георги Христов
- генерал-лейтенант Тако Кръстев